# Korbavamező
A Korbavamező (horvátul: Krbavsko polje) egy karsztmező Horvátországban, Likában, Lika-Zengg megyében.

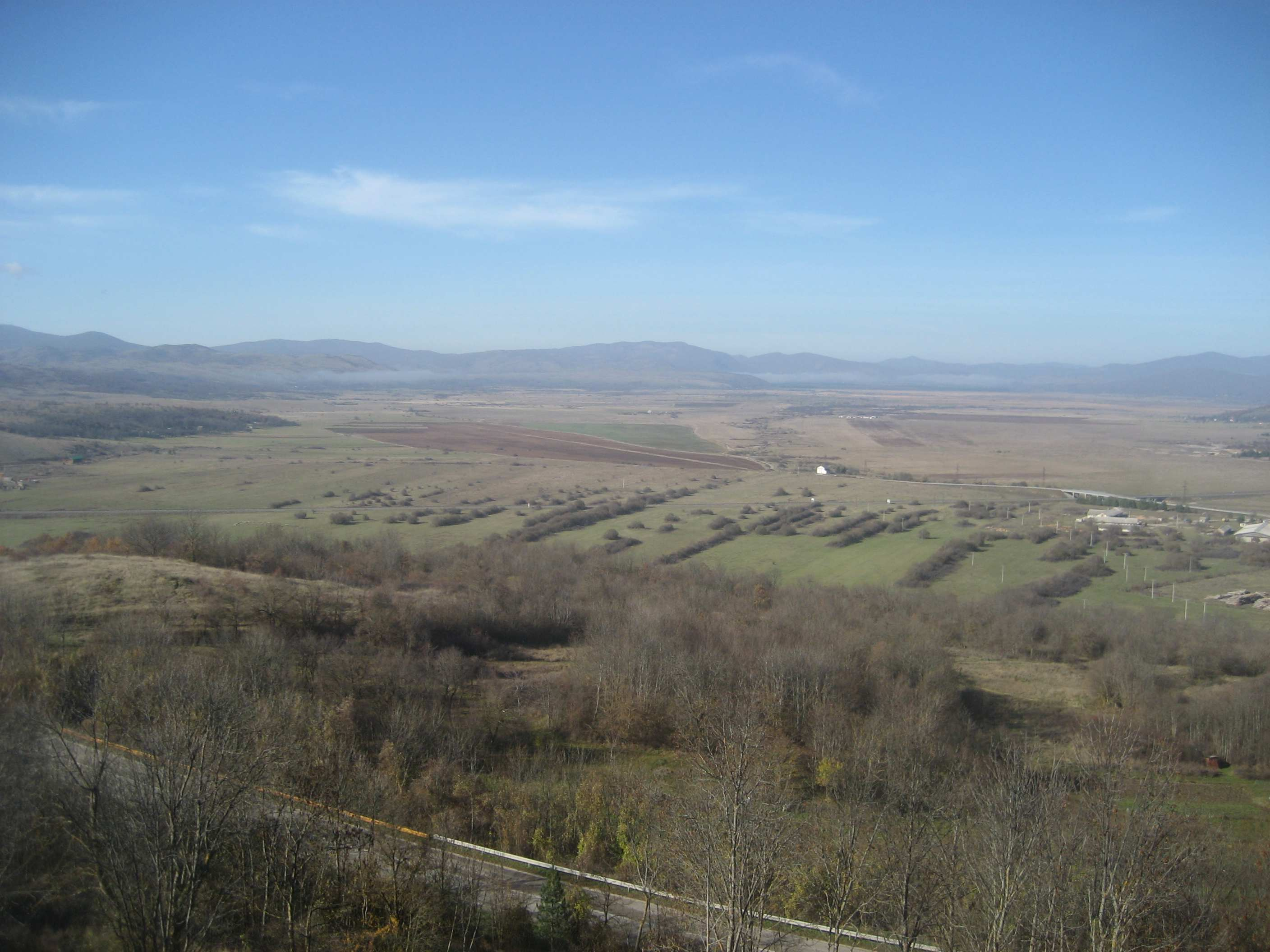
A Korbavamező látképe Udbinából a Horvát vértanúk temploma elől

## Fekvése
A Krbava (magyarosan Korbava) név a régi horvát „grbava” főnévből származik, amely egy egyenetlen tér elnevezése volt. Földrajzilag Korbava egy fennsík Lika északkeleti részén, melynek átlagos magassága 723 m. A Korbavamező Korbava központi völgye, melyen kívül Korbavához még több kisebb völgy (mint a Podlapačko polje és a Bijelo polje) is tartozik. Korbavát keletről a Lička Plješivica hegyláncai, északon a Kis-Kapela a Plitvicei-tavakkal, délen az Otuča kistérség a Gračaci-mezővel, nyugaton Gospić felé pedig a Skired 1267 m-es csúcsa határolja. A korbavamező területe 67,3 km². Két jelentős vízfolyása a Korbava és a Krbavica. A mező szélén haladnak át az Udbina–Obrovac és a Bunić–Krbava–Gospić főutak. Központi települése Udbina városa.

## Története
Korbava rendkívül dicsőséges és mindenekelőtt viharos történelemmel, ugyanakkor felbecsülhetetlen jelentőséggel bír a horvát nép sorsa szempontjából, amit számos történelmi feljegyzés és dokumentum is megerősít. A középkorban a mai Korbava területén központi igazgatási intézményként a Korbáviai egyházmegye létezett, amelynek rendkívül fontos politikai szerepe volt a Horvát Királyság szívében.

### Az őskortól a török háborúkig
Ott ahol a mai Udbina piactere található már az időszámítás kezdete előtt emberi település állt. A római hódítás előtt évszázadokig az illírek egyik törzse a japodok uralták ezt a vidéket. A rómaiak a mai településtől valamivel északabbra erődítményt építettek ide. A horvátok ősei a 7. században érkeztek erre a tájra. Ők alapították meg a későbbi Korbava elődjét korbáviai zsupánságot, mely később a Gusić család uralma alá tartozott. Központja Korbava vára körül alakult ki a középkorban "civitas Corbaviae" néven mint erődített település a korbáviai grófok székhelye. 1185 és 1460 között a korbávai püspökség székhelye. Korbava neve először Dmitar Zvonimir horvát király idejében 1078-ban tűnik fel Desimir korbáviai gróf említésével, majd 1100 körül egy krk-szigeti glagolita okiraton említik Desilo korbáviai grófot. Az 1185-ben alapított korbáviai püspökség fennhatósága Likán kívül Novigrad, Plaški, Drežnik és Modrus területére is kiterjedt. 1460-ban a püspökség a török veszély elől Modrusra költözött.

### A korbávmezei csata
A Korbavamezőn, Udbina város falai alatt zajlott a török hadsereg és a horvát nemesség serege közötti sorsdöntő korbávmezei csata. A feljegyzések szerint a csata 1493. szeptember 9-én 9 órakor kezdődött. A horvát sereget Derencsényi Imre horvát bán vezette. A csata kezdete előtt Derencsényi és serege otthagyva kedvező helyzetét az udbinai erőd alatt a dombtetőn, leereszkedett a domb aljára. Ott klasszikus harci rendben vezényelte haderejét, középen gyalogsággal, szárnyain lovassággal. A szárnyak parancsnokságát a Frangepánokra és a jajcai bánra hagyta, míg ő maga a haderő közepét vezényelte.
A török parancsnok Jakub pasa boszniai szandzsákbég az első álcázott támadásra egy kisebb egységet vezényelt Iszmail bég vezetésével, míg Mehmed bég embereit egy közeli erdőbe küldte, hogy ott lesben álljanak. Iszmail bég mintegy ezer főnyi tapasztalt lovasságát ékalakba rendezve támadást vezetett a horvát gyalogság rosszul felszerelt első vonalaira. A paták csapásai alatt szörnyű porfelhő emelkedett, így a védők nem tudták megbecsülni, hogy hány török van a támadásban. Amikor az egység közeledett, mindenki megdöbbenésére kiderült, hogy a törökök erős sisakokkal, páncéllal és alabárdokkal vannak felszerelve. A csapás heves volt, de a kezdeti sokk után a horvát erők konszolidálódtak és elkezdték visszaverni a török támadást. Iszmail bég azonnal elrendelte egységének terv szerinti visszavonulását.
A csali minden várakozáson felül sikerült. A horvátokat az illúzió vezérelte, hogy megnyerik a csatát, így a gyalogos egységek a törökök üldözésére indultak. Mivel a parancsnokok nem tudták fenntartani a láthatóságot és a fegyelmet, a hadsereg valamiféle együttmaradásának fenntartása érdekében egységes támadást rendeltek el. Hamarosan az egész hadsereg Iszmail bég seregének sarkában volt. Amikor az utolsó törököket üldözők is elfutottak az erdő mellett a lesben álló Mehmed bég lovasai kivágtattak belőle, és vad kiáltásokkal hátulról rajtuk ütöttek. Ugyanebben a pillanatban az első török egység jobbra manőverezett, ezzel megtisztítva az utat a fősereg előtt, mely Jakub pasával az élén már előre rohant. A török fősereg csapása gyors és heves volt. Általános zűrzavart és megdöbbenést keltett a horvátok soraiban, amely fokozódott, amikor Iszmail bég újabb manővert hajtott végre, és balról kapta oldalba a horvát hadsereget. Mivel a jobb oldalon a Krbava folyó állta útjukat, a horvátokat teljesen bekerítették.
Sok egység heves ellenállást tanúsított, de ez nem tartott sokáig. A rosszul felszerelt gyalogság nehezen tudott mozogni, mivel mind a török, mind a horvát lovak patái taposták, a horvát lovasság pedig, amely lényegesen nehezebben mozgott a töröknél túl lassú volt a hatékony ellentámadáshoz. Néhány főúr még a csata legelején elesett, és amikor Frangepán Jánost is megölték, a horvátok között pánik támadt. Miután lováról leesett Derencsényi bánt elfogták. Rajta kívül trsati Frangepán Miklós és Gušić Károly gróf is fogságba esett Frangepán Bernardin gróf pedig elmenekült. A parancsnok nélkül maradt hadsereg többi része elmenekült, egy részüket levágták vagy elfogták, más részét a folyóba szorították. Állítólag a több mint tízezer horvátból csak kétszáz katona maradt életben. A török veszteségek nem ismertek (bár becslések szerint körülbelül ezer volt).

### A török uralom
1527-re kihasználva a mohácsi csata utáni zűrzavart és a horvát nemesség megosztottságát a törökök teljesen megszállták Lika és Korbava területét. A vidék ura Ivan Karlović horvát bán, az utolsó korbáviai gróf elveszítette minden birtokát és a császári kézen maradt horvát területre menekült. Évekkel később 1531-ben halt meg Medvevár várában. Likából és Korbavából török szandzsák lett, melynek a török által megerősített Udbina lett a székhelye és legfontosabb városa. A horvát hadak 1689-ben Lika felszabadítása után július 3-án érkeztek Udbina alá, melyet mintegy ötszáz főnyi török őrség védett és rögtön heves támadásokba kezdtek. Végül július 21-én a kiéheztetett török őrség megadta magát. A környező kisebb várak harc nélkül adták meg magukat. 1689-ben egész Korbava felszabadult a török iga alól és ismét a Habsburg Birodalom része lett.

### A felszabadulás után napjainkig
Rögtön a törökök kiűzése után megkezdődött a környékre a katolikus bunyevácok betelepítése, melynek fő szervezője Marko Mesić volt. 1698-ban Lika és Zára környékéről érkezett pravoszláv vlachok települtek be. 1712-ben a területet a katonai határőrvidékhez csatolták. Udbinán volt a likai határőrezred egyik századának székhelye. 1881-ben megszűnt a katonai közigazgatás, Udbina Lika-Korbava vármegye Udbinai járásának székhelyeként az Osztrák–Magyar Monarchia, azon belül a Magyar Királyság, azon belül a félautonóm Horvát-Szlavónország része lett. A monarchia széthullását követően előbb a Szerb–Horvát–Szlovén Királyság, majd Jugoszlávia része lett. 1941-ben a nácibarát Független Horvát Állam része lett. Július végén megkezdődött a likai partizánfelkelés, megalakult a Horvát Kommunista Párt járási bizottsága. Decemberben megalakult a nemzeti felszabadító hadsereg korbavai zászlóalja. Udbinára 1942 decemberében vonultak be a partizánegységek. 1945 márciusában német csapatok vonultak be Korbavára, de a 4. jugoszláv hadsereg 20-án végleg felszabadította a térséget. 1991 és 1995 között a Krajinai Szerb Köztársasághoz tartozott. 1995-ben, miután augusztus 7-én a gospići hadműveleti zóna egységei visszafoglalták, a független Horvát Köztársaság része lett.

## Gazdaság
A helyi gazdaság alapja a mezőgazdaság és az állattartás. Fő termények a kukorica és az árpa.

## Fordítás
- Ez a szócikk részben vagy egészben  a   Krbavsko polje című horvát Wikipédia-szócikk ezen változatának fordításán alapul.  Az eredeti cikk szerkesztőit annak laptörténete sorolja fel. Ez a jelzés csupán a megfogalmazás eredetét és a szerzői jogokat jelzi, nem szolgál a cikkben szereplő információk forrásmegjelöléseként.